# Changquan

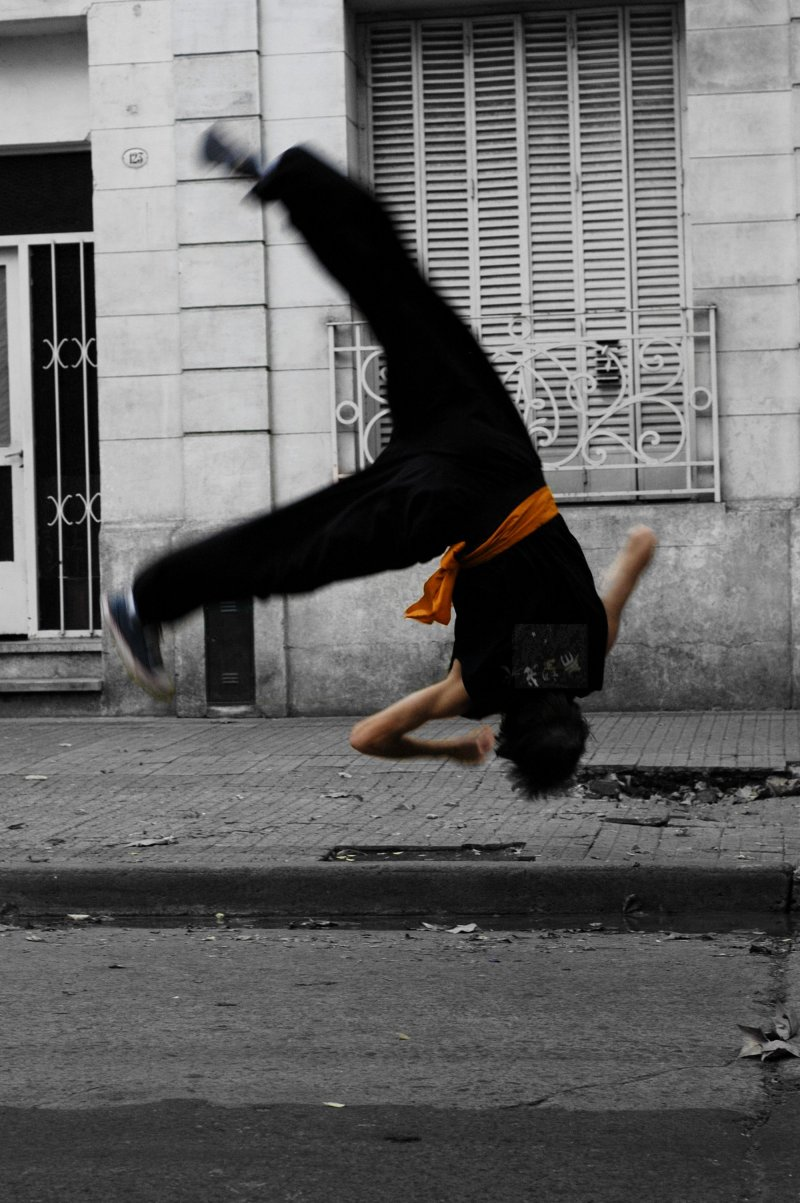
Practicante realizando cekonfan o salto de lado

Changquan (chino simplificado: 长拳; Chino tradicional: 長拳; pinyin: Chángquán; literalmente Puño Largo) se refiere a una familia de estilos artes marciales (wushu) externas del norte de China.
Las formas de los estilos de chanquan enfatizan en el uso de patadas completamente estiradas y técnicas de golpeo y en apariencia puede ser considerado un sistema de combate de largo alcance. En algunos estilos de changquan el lema es La mejor defensa es un fuerte ataque por lo cual el practicante lanzará sobre su oponente un ataque preventivo tan agresivo que no le dará tiempo a atacar. Otros enfatizan en el uso de la defensa por encima del ataque. El Puño Largo usa largos y extendidos movimientos circulares para mejorar la movilidad de todo el cuerpo en los músculos, tendones y articulaciones. Técnicas avanzadas de Changquan incluyen técnicas de luxación qin na y proyecciones shuai jiao .
El Boxeo Largo como también se le conoce, se caracteriza por tener un buen balance en el uso de técnicas de manos y pies y es reconocido por sus increíbles patadas acrobáticas. En eventos de demostración o de deportivo es reconocido por sus giros, carreras y acrobacias. Los movimientos de changquan contemporáneo son difíciles de realizar, requiriendo gran flexibilidad y fuerza muscular comparable a la gimnástica.
El arsenal de patadas de este estilo cubre casi todo desde la básica patada al frente hasta una patada en salto atrás, desde un patada de barrido hasta una patada torbellino. Específicamente las patadas características del changquan moderno incluyen a: 
- tengkongfeijiao (腾空飞脚; patada voladora)
- xuanfengjiao (旋风脚; patada torbellino)
- tengkongbailian (騰空擺蓮; patada de loto)
- cekongfan (侧空翻; salto de lado)
- xuanzi (旋子; salto mariposa)

## Historia
El núcleo del changquan fue creado en el siglo X por Zhao Kuangyin, emperador fundador de la Dinastía Song (960-1279). Este estilo fue llamado Tàizǔ Chángquán, que quiere decir literalmente, Puño Largo del Emperador Taizu. En los escritos semi legendarios "clásicos" transmitidos por la familia Yang de Taijiquan, su arte marcial es referida con el nombre Chángquán en uno de sus textos. Estos textos solo pudieron ser fechados en la segunda mitad del siglo XIX. El changquan en el wushu contemporáneo se basa en los estilos Chāquán, "Puño de Flor" Huāquán, Pào Chuí, "puño rojo" Hóngquán, Shaolinquan, y otros.

## Un plan de estudio de Changquan
El Kung Fu del Puño Largo de Shaolin del Norte incluye:
1. Formas a manos limpias
2. Armas
3. Qin Na Dui Da (técnicas de luxación)
4. Rutinas de combates entre dos practicantes
5. Aplicaciones para la defensa propia
6. Entrenamiento de Palma de Hierro

Formas a manos limpias:
1. Lian Bu Quan (連步拳) Puño de pasos vinculados
2. Gong Li Quan (功力拳)Forma de Puño de Poder
3. Tan Tui (潭腿) Estirar o soltar piernas
4. Yi Lu Mai Fu (一路埋伏）o Primer Camino de Emboscada
5. Er Lu Mai Fu （二路埋伏） o Segundo Camino de Emboscada
6. Forma de 20 Métodos de Pelea o Er Shi Fa Quan （二十法拳）
7. Duan Da Quan
8. Hua Quan - Primer Conjunto de Puño de China Yi Lu Xi Yue
9. Hua Quan 2 -Segundo Conjunto de Puño de China Er Lu Xi Yue
10. Hua Quan 3 - Tercer Conjunto de Puño de China San Lu Xi Yue
11. Hua Quan 4 - CuartoConjunto de Puño de China Fist Si Lu Xi Yue
12. Hua Quan 2 2 Man - Primer Conjunto de Puño de China Combate entre dos Er Lu Xi Yue
13. Hua Quan 4 2 Man - Cuarto Conjunto de Puño de China Combate entre dosSi Lu Xi Yue

Formas a manos limpias explicadas:
- Lian Bu Quan (連步拳) Puño de pasos vinculados: La forma de changquann shaolin más básica que contiene más de 70 aplicaciones.
- Gong Li Quan (功力拳)Forma de Puño de Poder:La segunda forma básica que usa tensión dinámica al final de cada técnica que desarrolla músculos y tendones. Contiene más de 70 aplicaciones.
- Tan Tui (潭腿) Estirar o soltar piernas:Posee patadas sueltas y estiradas
- Yi Lu Mai Fu (一路埋伏）o Primer Camino de Emboscada: Una forma intermedia que es considerada la "fundación" del Changquan. Contiene las técnicas sutiles diseñadas engañar a adversarios.

Posturas usadas en el Changquan
1. Ma Bu （馬步）Posición de Caballo
2. Deng Shan Bu（登山步）Gong Jian Bu Postura de trepar la montaña
3. Jin Ji Du Li（金雞獨立）El Gallo Dorado se para sobre una pierna
4. Xuan Ji Bu（玄機步）Postura de Gato
5. Zuo Pan Bu（坐盤步）(Postura de piernas cruzadas)
6. Fu Hu Bu (扶虎步）(Postura Plana)
7. Si-Liu Bu（四六步）(Postura 4-6)
8. Tun Bu（吞步）- similar a la Postura de Gato, pero con dedos del pie arriba de y talón sobre el suelo

## Entrenamiento con armas
1. Vara Larga (Gun)
2. Sable (Dao)
3. Espada de doble filo
4. Lanza (Qiang)
5. Cadena/Látigo de nueve secciones (Biang)
6. Espada del Fénix y el Dragón
7. Sombrilla
8. Espada Recta (Jian)
9. Espada Doble (Shuang Jiang)
10. Sable Doble (Shuang Dao)
11. Pudao
12. Martillo Meteóro
13. Espada Gancho